# Relazioni bilaterali tra Santa Sede e Turchia
Le relazioni bilaterali tra Santa Sede e Turchia si riferiscono alle relazioni diplomatiche tra la Santa Sede, che è sovrana sulla Città del Vaticano, e la Repubblica di Turchia. Entrambi i paesi stabilirono le relazioni diplomatiche nel 1868, in origine tra la Santa Sede e l'Impero ottomano.
La Santa Sede ha una nunziatura ad Ankara. La Turchia ha un'ambasciata a Roma.

## Storia

### Impero ottomano
La Santa Sede ha una storia di difficili relazioni con la Turchia, o meglio con l'Impero ottomano, le cui forze furono sconfitte dai suoi alleati europei nella battaglia navale di Lepanto nel 1571 e nella battaglia di Vienna nel 1683. La Santa Sede mantenne rapporti positivi con l'Armenia, anche quando era sotto il dominio ottomano. Fu anche coinvolta nei Balcani e in Grecia in un momento in cui le nazionalità si stavano emancipando dalla dominazione turca.

### Rivoluzione di Atatürk
La rivoluzione di Atatürk non facilitò molto i rapporti, poiché portò alla soppressione del sistema del millet, che in precedenza aveva garantito i diritti delle minoranze cristiane le quali erano divise su linee etniche bizantine, latine, armene, siriache e greco-melchite. Le riforme a loro volta portarono all'assimilazione della popolazione cristiana della Turchia nelle tradizioni e nei costumi etnici turchi. Inoltre, l'ideologia kemalista era strettamente correlata all'anticlericalismo in Francia, un'ideologia repubblicana francese che era stata ostile alla Chiesa in Europa occidentale.

### Visite papali
Papa Paolo VI visitò la Turchia nel luglio 1967. Durante la sua visita incontrò il patriarca ortodosso orientale Athenagoras I di Costantinopoli Shenork I Kaloustian, patriarca armeno di Costantinopoli, nonché i membri della comunità musulmana e delle comunità ebraiche.
Papa Giovanni Paolo II visitò la Turchia nel novembre 1979. Incontrò il Patriarca Dimitrios I di Costantinopoli e il Patriarca armeno Shenork I e celebrò l'Eucaristia a Efeso.
Nel 2006, Papa Benedetto XVI visitò la Turchia e la sua famosa Moschea Blu. Era solo la seconda volta che era noto che un papa era entrato in una moschea e la rientrava nei suoi tentativi per ricucire le relazioni tra musulmani e cristiani. Tuttavia la visita fu oscurata dalla controversia relativa alla conferenza di Ratisbona che fu interpretata da alcuni come un tentativo per collegare l'Islam e la violenza. Al suo arrivo ad Ankara incontrò 25.000 manifestanti nazionalisti e islamisti.

### Visite in Vaticano
Il presidente turco Celal Bayar visitò il Vaticano l'11 luglio 1959 e incontrò Papa Giovanni XXIII.
Il presidente turco Recep Tayyip Erdoğan visitò il Vaticano nel febbraio 2018 ed ebbe un incontro con Papa Francesco al Palazzo Apostolico.

## Questioni religiose
La Santa Sede intrattiene rapporti positivi con il Patriarca ecumenico di Costantinopoli sin dagli anni '60. Il patriarca ecumenico che ha sede nell'attuale Istanbul non è riconosciuto come capo degli ortodossi orientali dal governo turco, che preferisce considerarlo un vescovo locale. Questo non riconoscimento del Patriarca rappresenta un problema nelle relazioni Santa Sede-Turchia.
La Chiesa ha anche cercato di ottenere un migliore riconoscimento giuridico di se stessa secondo la legge turca, che attualmente rende difficile per i vescovi cattolici essere legalmente riconosciuti nel loro esercizio del ministero apostolico, mentre a volte viene messa in discussione la proprietà delle chiese. Problemi simili sono sorti con il Patriarcato greco, la cui formazione in seminario è stata chiusa dallo Stato turco.

## Genocidio armeno
Nel 2000, Giovanni Paolo II ha riconosciuto ufficialmente il genocidio armeno, una posizione opposta a quella del governo turco che ha dispiegato gran parte delle sue energie politiche affinché gli eventi in Armenia non venissero riconosciuti dalla comunità internazionale. Il 12 aprile 2015, Papa Francesco ha usato il termine "genocidio" per riferirsi alle uccisioni di massa di armeni da parte dei turchi. In risposta, la Turchia ha richiamato il suo ambasciatore in Vaticano per "consultazioni" poche ore dopo i commenti di Francesco, e ha convocato l'ambasciatore del Vaticano per un incontro. Inoltre, il 24 giugno 2016, Papa Francesco in un altro discorso ha descritto l'uccisione degli armeni come un genocidio. Il portavoce vaticano Federico Lombardi, ha inoltre detto ai giornalisti che "Non c'è motivo per non usare questa parola in questo caso", "La realtà è chiara e non abbiamo mai negato quale sia la realtà". La Turchia ha condannato la dichiarazione come "molto sfortunata" e ha anche affermato che conteneva tracce della "mentalità delle crociate".

## Adesione all'Unione europea
La Santa Sede non ha preso una posizione forte sull'adesione della Turchia all'Unione europea, sebbene il cardinale Joseph Ratzinger fosse ostile ad essa in un libro che ha pubblicato prima di diventare Papa, e ha ritenuto che la Turchia si dovesse invece concentrare sulle relazioni con i vicini Stati del Medio Oriente. Tuttavia, durante il suo viaggio in Turchia del 2006 come Papa Benedetto XVI, si è espresso a sostegno dell'adesione della Turchia all'UE. Tarcisio Bertone, Segretario di Stato della Santa Sede, ha espresso le opinioni della Sede Apostolica su questi temi.

## Turismo e pellegrinaggi
Esistono relazioni tra la Santa Sede e la Turchia sulla base del turismo e dei pellegrinaggi. Nell'Anno Paolino 2008-2009 è stato raggiunto un accordo tra i due Stati per promuovere i pellegrinaggi a Tarso, luogo natale dell'apostolo Paolo. Altri importanti siti di pellegrinaggio includono Selçuk, la città vecchia di Istanbul, İznik (Nicea), Bergama, Smirne, Manisa e Trebisonda.